# Dystonia torsyjna typu 1
Dystonia torsyjna typu 1 (dystonia mięśniowa deformacyjna, dystonia Oppenheima, ang. early onset torsion dystonia, EOTD, Oppenheim's dystonia, primary torsion dystonia, idiopathic torsion dystonia) – rzadka, uwarunkowana genetycznie choroba układu pozapiramidowego, charakteryzująca się niezależnymi od woli, powtarzającymi się skurczami mięśni (ruchami dystonicznymi), początkowo dotyczącymi jednej kończyny, górnej albo dolnej, z czasem obejmującymi pozostałe kończyny i tułów. Dystonia typu 1 spowodowana jest mutacjami genu DYT1 (TOR1A) i stanowi od 50 do 90% przypadków dystonii torsyjnej o wczesnym początku.

## Historia

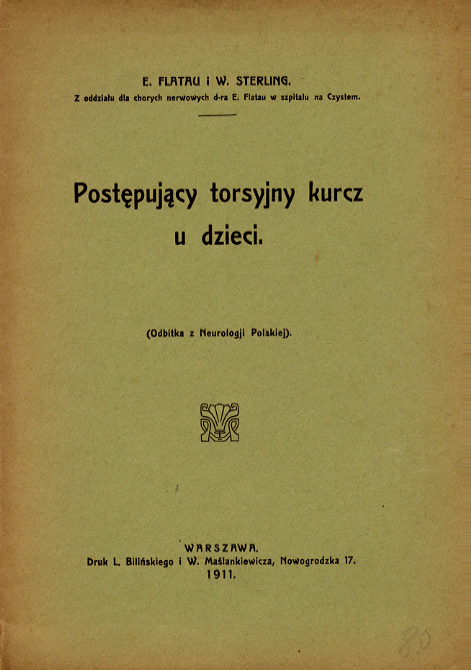
Strona tytułowa pracy Flataua i Sterlinga z 1911 roku

Pierwszy opis choroby przypisuje się niemieckiemu neurologowi Marcusowi Walterowi Schwalbemu, który doniesienie o przypadku tego schorzenia przedstawił w dysertacji z 1908 roku. Być może pacjent opisany w 1898 przez hiszpańskiego neurologa Lluisa Barraquera-Roviraltę cierpiał na dystonię, został jednak zdiagnozowany jako chory z atetozą. W 1911 roku przypadki choroby opisali Hermann Oppenheim i Theodor Ziehen; w tym samym roku teorię o etiologii schorzenia, odzwierciedloną przez wprowadzoną przez Oppenheima nazwę dystonia musculorum deformans, skrytykowali polscy neurolodzy Edward Flatau i Władysław Sterling:

"Na określenie podane przez Oppenheim'a (Dysbasia lordotica progressiva oraz Dystonia musculorum deformans) nie możemy zgodzić się z tego względu, że w niektórych np. w naszych dwóch przypadkach cierpienie rozwinięte było równie silnie w górnych jak i w dolnych kończynach a zaburzenia chodu nie stanowiły bynajmniej najbardziej charakterystycznej cechy chorobowej. Również hypotonji nie mogliśmy stwierdzić u chorych naszych, zaś sądzimy, że w określeniu deformans tkwi pewien element stałości, o czem wobec wybitnie ruchomego kurczu (spasmus mobilis) nie może być mowy".

Określenie dystonii przyjęło się jednak i weszło na stałe do medycyny. Ponadto, Flatau i Sterling jako pierwsi zwrócili uwagę na możliwość genetycznego uwarunkowania choroby. Historyczne, zarzucone nazwy dystonii torsyjnej to zespół Ziehena-Oppenheima i zespół Flataua-Sterlinga.

## Epidemiologia
Badania epidemiologiczne w USA wskazują na częstość choroby w populacji rzędu 1:30 000. W Europie jest ona znacznie niższa, i szacowana na 1:330 000 do 1:200 000, chociaż nie ma w piśmiennictwie dokładnych danych na ten temat. Szczególnie częsta jest w populacji Żydów aszkenazyjskich, u których efekt założyciela odpowiada za 5-10 razy częstsze występowanie choroby. Badania genetyczno-epidemiologiczne pozwoliły na wysuniecie hipotezy, że do mutacji w genie DYT1 doszło około 350 lat temu na obszarze dzisiejszej Litwy lub Białorusi. Częstość heterozygot względem mutacji delGAG wśród Aszkenazyjczyków wynosi 1:2 000-1:6 000.

## Etiologia

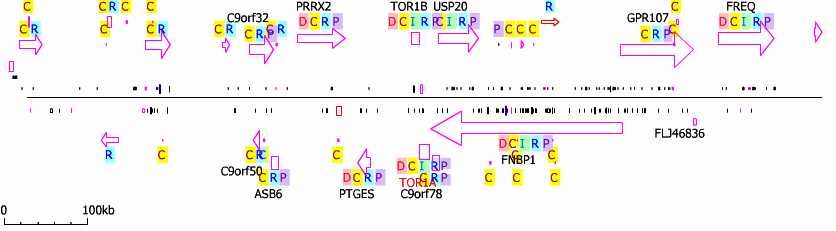
Schemat przedstawiający locus 9q34, zaznaczono gen TOR1A i inne geny zlokalizowane w pobliżu. Strzałki wskazują kierunek transkrypcji

Większość przypadków spowodowana jest autosomalnie dominująco dziedziczoną mutacją o typie delecji 3 pz (GAG) w 5. eksonie genu DYT1 (TOR1A) w locus 9q34. Penetracja zmutowanego genu wynosi 30-40%. Gen DYT1 koduje białko torsynę A, należące najprawdopodobniej do białek chaperonowych związanych z retikulum endoplazmatycznym i błoną jądra komórkowego. Torsyna A może współdziałać z transporterem dopaminy i brać udział w jej wewnątrzkomórkowej dystrybucji, ale dokładna funkcja białka pozostaje nieznana. Badanie PET ze znakowanym radioizotopem rakloprydem wykazało u dziewięciu bezobjawowych nosicieli mutacji DYT1 znacząco obniżony poziom receptora D2 w prążkowiu: jądrze ogoniastym i wewnętrznej części skorupy. Wyniki te potwierdzają udział nieprawidłowej transmisji dopaminergicznej w patogenezie schorzenia.

## Objawy i przebieg
Obraz kliniczny choroby jest zróżnicowany. Składają się nań niezależne od woli, powtarzające się skurcze mięśni (ruchy dystoniczne), początkowo dotyczące jednej kończyny, górnej albo dolnej, z czasem obejmujące pozostałe kończyny i tułów. Często początkowe objawy widoczne są jedynie podczas wykonywania pewnych czynności, np. chodzenia (inwersja albo ewersja stopy, nieprawidłowe zgięcie w stawie kolanowym lub biodrowym) czy pisania (kurcz pisarski). Skurczom mięśniowym typowo nie towarzyszy ból, wyjątek stanowi torticollis, rzadki u pacjentów z dystonią torsyjną. Choroba ujawnia się zazwyczaj w późnym dzieciństwie, średnio w wieku 12,5 lat u pacjentów ze stwierdzoną mutacją DYT1. Dystonia uogólniona rozwija się u około 30% pacjentów w ciągu 5 lat. Pacjenci są zawsze pełnosprawni intelektualnie i nie mają innych, poza dystonią, objawów neurologicznych. Wcześniejszy początek choroby i początkowe zajęcie kończyny dolnej są czynnikami niekorzystnymi rokowniczo: prawdopodobieństwo uogólnienia się dystonii jest większe. Pacjenci z początkiem choroby w dorosłości mają zazwyczaj pierwotną lokalizację objawów krtaniową, szyjną lub czaszkową. 
U pacjentów z mutacjami DYT1 (objawowymi i bezobjawowymi) stwierdzono częstsze występowanie głębokiej depresji.

## Rozpoznanie
Kryteria rozpoznania dystonii torsyjnej są następujące:
Definitywna dystonia
- charakterystyczne nadmierne wygięcie kończyn, nieprawidłowe ruchy lub przymusowe ułożenie ciała obecne są cały czas.

Prawdopodobna dystonia
- ułożenie ciała lub ruchy sugerujące rozpoznanie dystonii, ale niewystarczająco częste lub stałe, aby postawić rozpoznanie dystonii definitywnej.

Możliwa dystonia
- skurcze mięśni mające charakter dystoniczny, ale niedostatecznie wyrażone, aby postawić rozpoznanie prawdopodobnej dystonii.

### Różnicowanie
W diagnostyce różnicowej należy uwzględnić inne postacie dystonii pierwotnej oraz schorzenia, w których obrazie klinicznym może pojawić się dystonia: zespoły dystonia-plus, dystonie heredodegeneracyjne, wtórne ("objawowe") dystonie, inne schorzenia przypominające dystonię i parkinsonizm o wczesnym początku.
Dystonie pierwotne
- DYT2 (OMIM%224500) – fenotyp przypomina DYT1 w części rodzin, niejasne jest, czy dziedziczenie ma charakter autosomalny recesywny czy też autosomalny dominujący z niepełną penetracją genu[24]
- DYT4 (OMIM%128101) – fenotyp jest odmienny niż w DYT1, z lokalizacją krtaniową objawów i licznymi innymi objawami dystonicznymi[25][26]
- DYT6 (OMIM%602629) – dziedziczenie AD; średni wiek ujawnienia się choroby to 18,6 lat (przedział 5–38), pierwotna lokalizacja zazwyczaj jest czaszkowo-szyjna. Ta postać dystonii torsyjnej rzadko ulega uogólnieniu[27]
- DYT7 (OMIM%602124)
- DYT13 (OMIM%607671)

Zespoły dystonia-plus
- DYT5 (dystonia wrażliwa na dopaminę, choroba Segawy, OMIM#128230)
- DYT11 (dystonia miokloniczna, OMIM#159900)
- DYT12 (dystonia-parkinsonizm o nagłym początku, OMIM#128235)

Dystonie heredodegeneracyjne
- DYT3 (OMIM#314250)
- idiopatyczna choroba Parkinsona
- zanik wieloukładowy
- choroba Hallervordena-Spatza (OMIM#234200)
- choroba Wilsona (OMIM#277900)
- zespół Retta (OMIM#312750)
- neuroakantocytoza (OMIM#200150)

Dystonie wtórne
- Dystonia jako objaw udaru mózgu, guza mózgu, przebytych infekcji, działania toksyn lub leków, w przebiegu chorób metabolicznych (np. homocystynurii, zespołu Lescha-Nyhana, leukodystrofii metachromatycznej).

Inne choroby podobne do dystonii
- dystonia psychogenna (pseudodystonia)
- DYT8 (OMIM#118800)
- DYT9 (napadowa choreoatetoza z epizodami ataksji i spastyczności, OMIM%601042)
- DYT10 (OMIM%128200)

Parkinsonizm o wczesnym początku (OMIM#600116) – związany z mutacjami genu kodującego parkinę. Początek choroby przed 40. rokiem życia, w obrazie klinicznym często występują ruchy dystoniczne, zwłaszcza kończyn dolnych, stąd wskazane jest różnicowanie z DYT1.

## Leczenie
Leczenie jest objawowe; możliwości terapeutyczne obejmują zastosowanie toksyny botulinowej, leków antycholinergicznych (takich jak triheksyfenidyl), stymulację głęboką mózgu (wewnętrznej części gałki bladej) lub dokanałowe podawanie baklofenu w ciężkich przypadkach. 

### Farmakoterapia
Ogólnie rzecz biorąc, farmakoterapia u pacjentów z DYT1 nie jest efektywna. Leki antycholinergiczne, zwłaszcza w dużych dawkach (np. triheksyfenidyl 30–60 mg/dzień) to jedyna grupa leków, dla której przeprowadzono kontrolowane badania kliniczne. Dawki tych leków powinny być zwiększane bardzo powoli, aby uniknąć działań niepożądanych: deficytów poznawczych lub pamięci. Dzieci generalnie tolerują znacznie większe dawki leków niż dorośli, u których działania niepożądane ograniczają wielkość maksymalnej dawki. Inne leki, które mogą być mniej lub bardziej efektywne to baklofen, benzodiazepiny, takie jak diazepam czy klorazepan dipotasowy, pimozyd i tetrabenazyna. W ciężkich przypadkach segmentalnej lub uogólnionej dystonii, zwłaszcza dolnej połowy ciała i tułowia, można rozważyć ciągły wlew baklofenu do przestrzeni podpajęczynówkowej.

### Toksyna botulinowa
Niezależnie od podłoża genetycznego, miejscowe iniekcje toksyny botulinowej bezpośrednio do zajętych mięśni są teraz metodą pierwszego rzutu leczenia ogniskowych dystonii. Iniekcje, przeprowadzane przez wyszkolonego terapeutę zaburzeń ruchu, mogą być też efektywne w leczeniu zajęcia wybranych grup mięśni u pacjentów z dystonią torsyjną o wczesnym początku, np. mięśni szyi w kurczu szyi, mięśni twarzy w kurczu powiek i mięśni dłoni/ręki w przypadku kurczu pisarskiego. Jeśli terapia okazała się skuteczna, to powinna być powtarzana w regularnych odstępach czasu (zazwyczaj 3-6 miesięcy).

### Leczenie neurochirurgiczne
Doświadczenie w leczeniu neurochirurgicznym dystonii jest jak na razie niewielkie, jednak pierwsze rezultaty stymulacji gałki bladej i pallidotomii u pacjentów z dystonią torsyjną są oceniane jako obiecujące.